# Schnell- und Blitzschachweltmeisterschaften 2024
Die FIDE Schnell- und Blitzschachweltmeisterschaften 2024 fanden vom 26. bis 31. Dezember 2024 im Cipriani Wall Street im US-amerikanischen New York statt. Wolodar Mursin wurde Weltmeister im Schnellschach und erstmalig in der Geschichte der Blitzschach-Weltmeisterschaft gibt es mit Magnus Carlsen und Jan Nepomnjaschtschi zwei Sieger. Die Turniere der Frauen gewannen K. Humpy (Schnellschach) und Ju Wenjun (Blitzschach).

## Modus
Die Weltmeisterschaften im Schnellschach wurden an den ersten drei Tagen ausgetragen. Im Open wurde ein Turnier nach dem Schweizer System über 13 Runden gespielt, beim parallel stattfindenden Turnier der Frauen über 11 Runden. Bei Punktgleichstand an der Spitze wurde der Weltmeistertitel über zusätzliche Duelle unter Blitzschach-Bedenkzeit entschieden. Als Bedenkzeit wurde 15+10 eingesetzt, also 15 Minuten Startzeit pro Spieler mit zusätzlichen 10 Sekunden pro Zug.
Nach einem Ruhetag wurden an den folgenden beiden Tagen die Weltmeisterschaften im Blitzschach ausgetragen. Eine Neuerung war dabei, dass das Turnier nach Schweizer System im Open nur noch über 13 Runden (zuvor 21) beziehungsweise bei den Frauen über 11 Runden (zuvor 17) ausgetragen wurde. Anschließend setzten die acht Bestplatzierten das Turnier nun im Knockout-Format gegeneinander fort. Dabei wurden in Viertelfinale, Halbfinale und Finale jeweils Duelle aus vier Partien gespielt. Die Bedenkzeit betrug 3+2, also 3 Minuten Startzeit pro Spieler mit zusätzlichen 2 Sekunden pro Zug.
Teilnahmeberechtigt für die Turniere waren Personen, sofern sie in einer der letzten zwölf Ratinglisten der FIDE eine Wertung von mindestens 2550 (Open) beziehungsweise 2250 (Frauen) vorweisen konnten oder amtierende Meister in ihrem Verband waren. Eine Unterscheidung zwischen Standard-, Schnell- und Blitzschach wurde nicht erfordert. Darüber hinaus konnten weitere Teilnehmende vom FIDE-Präsident oder der Turnier-Organisation eingeladen werden.

## Resultate
Bei Punktgleichheit wurde weiter in folgender Abfolge entschieden:
1. Buchholz-Wertung ohne den schwächsten Gegner (BC1)
2. Buchholz-Wertung (BSC)
3. Durchschnittliches Rating der Gegner ohne den jeweils schwächsten (AROC1)
4. Ergebnis des direkten Duells
5. Losentscheid

### Schnellschach (Open)
Am offenen Schnellschachturnier nahmen 180 Spieler teil. Darunter waren auch fast alle Spieler der Weltspitze vertreten; aus den Top 10 der Weltrangliste fehlte einzig der Chinese Ding Liren, der Anfang des Monats noch bei der Schachweltmeisterschaft 2024 gefordert war. Als Favorit galt Magnus Carlsen, der in den vergangenen beiden Jahren gewonnen hatte und auch nach Elo-Wertung auf Platz 1 gesetzt war. Am ersten Turniertag enttäuschte der Norweger allerdings und holte nur 2½ Punkte aus den ersten fünf Partien, wobei er eine Partie sogar verlor. Nachdem er am zweiten Tag wegen eines Verstoßes gegen den vorgegebenen Dresscode verwarnt wurde und sich weigerte, sich in der Pause zwischen den Partien umzuziehen, zog sich Carlsen nach acht gespielten Partien aus dem Turnier zurück. Nachdem Wolodar Mursin nach dem ersten Wettkampftag zusammen mit Schant Sargsjan, Leinier Domínguez und Daniel Naroditsky mit jeweils 4,5 Punkten aus den fünf Runden führte, setzte er seine Führung auch am Ende des zweiten Tages fort, nun nach neun Runden im Gleichstand mit Jan-Krzysztof Duda, Erigaisi Arjun und Alexander Grischtschuk mit jeweils 7 Punkten. Mursin konnte als Außenseiter – er war anfangs auf Platz 59 gesetzt – auch am dritten Tag überzeugen und erreichte schließlich ungeschlagen 10 Punkte aus 13 Partien, womit er das Turnier gewann. Auf den weiteren Podiumsplätzen folgten Alexander Grischtschuk und Jan Nepomnjaschtschi. Bester Deutscher wurde Matthias Blübaum auf Platz 50.
| # | Teilnehmer             | 1 | 2 | 3 | 4 | 5 | 6 | 7 | 8 | 9 | 10 | 11 | 12 | 13 | Punkte | BC1   | BSC   | AROC1 |
| - | ---------------------- | - | - | - | - | - | - | - | - | - | -- | -- | -- | -- | ------ | ----- | ----- | ----- |
| 1 | Wolodar Mursin         | 1 | 1 | 1 | 1 | ½ | ½ | ½ | ½ | 1 | 1  | ½  | 1  | ½  | 10,0   | 100,5 | 107,0 | 2695  |
| 2 | Alexander Grischtschuk | 1 | ½ | 1 | 0 | 1 | 1 | 1 | 1 | ½ | 1  | ½  | ½  | ½  | 09,5   | 096,5 | 101,0 | 2588  |
| 3 | Jan Nepomnjaschtschi   | ½ | 1 | ½ | ½ | ½ | 1 | ½ | 1 | 1 | 1  | ½  | ½  | 1  | 09,5   | 091,0 | 096,5 | 2591  |
| 4 | Leinier Domínguez      | 1 | 1 | 1 | 1 | ½ | ½ | ½ | ½ | ½ | ½  | 1  | ½  | ½  | 09,0   | 101,5 | 108,0 | 2619  |
| 5 | Erigaisi Arjun         | 1 | 1 | 0 | 1 | 1 | 1 | ½ | 1 | ½ | 0  | 1  | ½  | ½  | 09,0   | 097,5 | 101,5 | 2644  |

### Schnellschach (Frauen)
Zur Weltmeisterschaft der Frauen sind insgesamt 110 Spielerinnen angereist. Angeführt wurde die Startliste von drei Chinesinnen: Ju Wenjun, Lei Tingjie und Tan Zhongyi. Die Führende der Weltrangliste, Hou Yifan, fehlte dagegen erneut. Nach vier gespielten Partien an Tag 1 stand zunächst die 15-jährige US-Amerikanerin Alice Lee mit 4 Siegen auf dem ersten Platz; am zweiten Tag setzten sich hingegen Ju Wenjun, K. Humpy und D. Harika mit 6,5 Punkten aus 8 Runden in Führung. Der Titelkampf spitzte sich am dritten und letzten Tag immer weiter zu. Vor der letzten Runde waren ganze sieben Spielerinnen punktgleich an Spitze platziert und trafen nun aufeinander. Allerdings gelang von ihnen einzig K. Humpy ein Sieg gegen ihre Kontrahentin, wodurch sie schließlich als einzige Spielerin mit 8,5 Punkten aus 11 Partien das Turnier gewann. Die weiteren Plätze nahmen Ju Wenjun und Jekaterina Lagno ein. Die deutschen Teilnehmerinnen Elisabeth Pähtz und Dinara Wagner erreichten Platz 14 und 15.
| # | Teilnehmerin     | 1 | 2 | 3 | 4 | 5 | 6 | 7 | 8 | 9 | 10 | 11 | Punkte | BC1  | BSC  | AROC1 |
| - | ---------------- | - | - | - | - | - | - | - | - | - | -- | -- | ------ | ---- | ---- | ----- |
| 1 | K. Humpy         | 0 | 1 | 1 | ½ | 1 | 1 | 1 | 1 | ½ | ½  | 1  | 8,5    | 63,0 | 67,0 | 2344  |
| 2 | Ju Wenjun        | 1 | 1 | ½ | 1 | 1 | 1 | ½ | ½ | ½ | ½  | ½  | 8,0    | 75,0 | 80,5 | 2414  |
| 3 | Jekaterina Lagno | ½ | 1 | 1 | ½ | 1 | 1 | ½ | ½ | 1 | ½  | ½  | 8,0    | 72,0 | 77,0 | 2381  |
| 4 | Tan Zhongyi      | 1 | 1 | ½ | 1 | ½ | 0 | ½ | 1 | 1 | 1  | ½  | 8,0    | 67,0 | 72,0 | 2372  |
| 5 | D. Harika        | 1 | ½ | 1 | 1 | ½ | ½ | 1 | 1 | ½ | ½  | ½  | 8,0    | 65,0 | 69,5 | 2373  |

### Blitzschach (Open)
Zum offenen Blitzschachturnier waren 188 Spieler gemeldet. Unter den Kontrahenten war auch der Vorjahressieger Magnus Carlsen, der sich kurz zuvor noch gegenteilig zu seiner Teilnahme geäußert hatte, nun aber als gesetzte Nummer 1 wieder als Favorit startete. Ihm folgten in der Setzliste der Franzose Alireza Firouzja und die US-Amerikaner Hikaru Nakamura, Wesley So und Fabiano Caruana. Nach den 13 Runden nach Schweizer System gab es einen Punktegleichstand unter den ersten zehn Spielern, wobei Jan Nepomnjaschtschi nach Anwendung der Feinwertung als bester Teilnehmer diesen Abschnitt gewann. Über die Feinwertung wurde auch entschieden, welche acht Teilnehmer am nächsten Tag in die zweite Stufe, zum Knockout-Format, vorrücken. Neben den meisten Favoriten schafften es auch Hans Moke Niemann und der zuvor gekürte Schnellschachweltmeister Wolodar Mursin in das Viertelfinale. Daniel Naroditsky und Daniil Dubow verpassten den Einzug trotz Punktgleichheit; Nakamura wurde mit einem Punkt Rückstand nur 21. des Turniers. Nachdem im Finalduell zwischen Carlsen und Nepomnjaschtschi beide jeweils zwei Partien gewonnen hatten, wäre es vorgesehen gewesen, so lange weitere Partien im Sudden Death zu spielen, bis ein Sieger feststeht. Nach drei Remispartien in Folge initiierten die beiden Spieler jedoch einen gemeinsamen Titelgewinn, dem die FIDE schließlich zustimmte. Erstmals in der Geschichte der Blitzschachweltmeisterschaften gab es somit zwei Weltmeister.
Swiss-Turnier
| # | Teilnehmer           | 1   | 2 | 3 | 4 | 5 | 6 | 7 | 8 | 9 | 10  | 11 | 12 | 13 | Punkte | BC1   | BSC   | AROC1 |
| - | -------------------- | --- | - | - | - | - | - | - | - | - | --- | -- | -- | -- | ------ | ----- | ----- | ----- |
| 1 | Jan Nepomnjaschtschi | 1   | ½ | 1 | 1 | ½ | 1 | ½ | 1 | ½ | ½   | 1  | ½  | ½  | 9,5    | 102,5 | 107,5 | 2699  |
| 2 | Fabiano Caruana      | 1   | 1 | 1 | 1 | 1 | 1 | 1 | ½ | ½ | ½   | 0  | ½  | ½  | 9,5    | 101,0 | 107,0 | 2721  |
| 3 | Magnus Carlsen       | 1   | 1 | ½ | 1 | ½ | 1 | 1 | ½ | ½ | ½   | ½  | 1  | ½  | 9,5    | 101,0 | 107,0 | 2715  |
| 4 | Wesley So            | 1   | 1 | 1 | 0 | 1 | ½ | 1 | 1 | ½ | ½   | ½  | 1  | ½  | 9,5    | 100,5 | 107,0 | 2697  |
| 5 | Alireza Firouzja     | 1   | 1 | 1 | 1 | ½ | 1 | 0 | ½ | 1 | ½   | 1  | ½  | ½  | 9,5    | 100,5 | 106,0 | 2723  |
| 6 | Hans Moke Niemann    | 1   | 1 | 1 | 1 | 0 | ½ | 1 | ½ | 1 | 1 a | ½  | ½  | ½  | 9,5    | 099,0 | 104,5 | 2701  |
| 7 | Jan-Krzysztof Duda   | 1 b | ½ | ½ | 1 | 1 | 1 | ½ | ½ | 0 | 1   | ½  | 1  | 1  | 9,5    | 097,5 | 103,5 | 2677  |
| 8 | Wolodar Mursin       | ½   | 1 | ½ | 1 | 0 | 1 | ½ | 1 | 1 | 1   | 1  | ½  | ½  | 9,5    | 095,5 | 099,5 | 2639  |

Finale
|  | Viertelfinale        | Viertelfinale |  |  | Halbfinale           | Halbfinale     |    |  | Finale | Finale |
|  |                      |               |  |  |                      |                |    |  |        |        |
|  |                      |               |  |  |                      |                |    |  |        |        |
|  | Jan Nepomnjaschtschi | 2½            |  |  |                      |                |    |  |        |        |
|  | Wolodar Mursin       | ½             |  |  | Jan Nepomnjaschtschi | 3              |    |  |        |        |
|  |                      |               |  |  | Wesley So            | 2              |    |  |        |        |
|  | Alireza Firouzja     | 1             |  |  |                      |                |    |  |        |        |
|  | Wesley So            | 3             |  |  | Jan Nepomnjaschtschi | 3½             |    |  |        |        |
|  |                      |               |  |  |                      | Magnus Carlsen | 3½ |  |        |        |
|  | Magnus Carlsen       | 2½            |  |  |                      |                |    |  |        |        |
|  | Hans Moke Niemann    | 1½            |  |  | Magnus Carlsen       | 3              |    |  |        |        |
|  |                      |               |  |  | Jan-Krzysztof Duda   | 0              |    |  |        |        |
|  | Jan-Krzysztof Duda   | 2½            |  |  |                      |                |    |  |        |        |
|  | Fabiano Caruana      | ½             |  |  |                      |                |    |  |        |        |

### Blitzschach (Frauen)
Für das Turnier im Blitzschach waren bei den Frauen 108 Spielerinnen angereist. Wie schon beim Schnellschach wurde auch hier die Startrangliste von den drei Chinesinnen Lei Tingjie, Tan Zhongyi und Ju Wenjun an der Spitze bestimmt. Die Vorjahressiegerin, Walentina Gunina, war zunächst auf Platz 17 gesetzt. Nach 11 gespielten Runden führte die Inderin R. Vaishali die Rangliste mit 9,5 Punkten an. Sie hatte damit einen ganzen Punkt Vorsprung vor der zweitplatzierten Lei Tingjie und anderthalb Punkte vor den sonstigen Kontrahenten. Neben der Vorjahressiegerin Walentina Gunina qualifizierte sich auch die US-Amerikanerin Carissa Yip, in der Setzliste auf Platz 42, für das Viertelfinale. Schnellschachweltmeisterin K. Humpy verpasste dieses aufgrund der Feinwertung trotz Punktgleichheit knapp. Beste Deutsche wurde Dinara Wagner auf dem zehnten Platz. Ju Wenjun gewann das Finale des Turniers mit einem 3½:2½-Sieg gegen Lei Tingjie.
Swiss-Turnier
| # | Teilnehmerin          | 1 | 2 | 3 | 4 | 5 | 6 | 7 | 8 | 9 | 10 | 11 | Punkte | BC1  | BSC  | AROC1 |
| - | --------------------- | - | - | - | - | - | - | - | - | - | -- | -- | ------ | ---- | ---- | ----- |
| 1 | R. Vaishali           | 1 | 1 | 1 | 1 | ½ | 1 | 1 | 1 | ½ | 1  | ½  | 9,5    | 72,5 | 76,5 | 2350  |
| 2 | Lei Tingjie           | ½ | 1 | ½ | ½ | 1 | 1 | 1 | 1 | ½ | 1  | ½  | 8,5    | 67,5 | 71,5 | 2304  |
| 3 | Jekaterina Lagno      | 1 | 1 | 1 | 1 | ½ | ½ | 0 | 1 | ½ | 1  | ½  | 8,0    | 73,5 | 79,0 | 2354  |
| 4 | Walentina Gunina      | 1 | ½ | ½ | 1 | 1 | 1 | 1 | 0 | 1 | ½  | ½  | 8,0    | 72,5 | 76,5 | 2351  |
| 5 | Ju Wenjun             | 1 | 0 | 1 | 1 | 1 | 1 | ½ | ½ | ½ | 1  | ½  | 8,0    | 70,5 | 76,5 | 2321  |
| 6 | Carissa Yip           | 1 | 1 | 1 | ½ | 0 | 0 | 1 | 1 | 1 | 1  | ½  | 8,0    | 69,5 | 73,5 | 2341  |
| 7 | Bibissara Assaubajewa | ½ | 1 | 0 | 1 | 1 | ½ | 1 | 0 | 1 | 1  | 1  | 8,0    | 63,0 | 67,0 | 2284  |
| 8 | Zhu Jiner             | 0 | 0 | 1 | 1 | 1 | 1 | 1 | 1 | 0 | 1  | 1  | 8,0    | 62,0 | 66,0 | 2266  |

Finale
|  | Viertelfinale         | Viertelfinale |  |  | Halbfinale       | Halbfinale  |    |  | Finale | Finale |
|  |                       |               |  |  |                  |             |    |  |        |        |
|  |                       |               |  |  |                  |             |    |  |        |        |
|  | R. Vaishali           | 2½            |  |  |                  |             |    |  |        |        |
|  | Zhu Jiner             | 1½            |  |  | R. Vaishali      | ½           |    |  |        |        |
|  |                       |               |  |  | Ju Wenjun        | 2½          |    |  |        |        |
|  | Ju Wenjun             | 2½            |  |  |                  |             |    |  |        |        |
|  | Walentina Gunina      | ½             |  |  | Ju Wenjun        | 3½          |    |  |        |        |
|  |                       |               |  |  |                  | Lei Tingjie | 2½ |  |        |        |
|  | Jekaterina Lagno      | 2½            |  |  |                  |             |    |  |        |        |
|  | Carissa Yip           | 1½            |  |  | Jekaterina Lagno | 2½          |    |  |        |        |
|  |                       |               |  |  | Lei Tingjie      | 3½          |    |  |        |        |
|  | Bibissara Assaubajewa | 1½            |  |  |                  |             |    |  |        |        |
|  | Lei Tingjie           | 2½            |  |  |                  |             |    |  |        |        |